# Halmaz (matematika)
A halmaz a matematika egyik legalapvetőbb fogalma, melyet leginkább az „összesség”, „sokaság” szavakkal tudunk körülírni (egy Georg Cantor által adott körülírását ld. lentebb); de mivel igazából alapfogalom, így nem tartjuk definiálandónak. A halmazok általános tulajdonságaival a matematika egyik ága, a halmazelmélet foglalkozik.
A modern matematika alapvető, egységes tárgyalásmódot és számos tudományos eredményt hozó hozzáállását fejezi ki az a kijelentés, miszerint végső soron minden, a matematika által vizsgált dolog: halmaz. Szakszerűbben fogalmazva, a matematika teljes egészének, de legalábbis minden hagyományosan vizsgált területének (számelmélet, geometria, valószínűségszámítás stb.) megadható a halmazelméleti modellje. Így, annak ellenére, hogy a halmazelmélet csak a 19. században fejlődött ki, mára a modern matematika minden ágának ez a tudományág (a matematikai logika mellett) az alapja. A matematikának ez a jelenleg is uralkodó „halmazelméleti” paradigmája elsősorban a huszadik században működő matematikustársaság, a Bourbaki-csoport munkásságának köszönhető. A halmazelméleti ismeretek az elemi iskolai matematika részét is képezik.
A halmazelmélet eredeti és korai formája, a naiv halmazelmélet, ellentmondásosnak bizonyult. Ezért a matematikusok létrehoztak más, különféle axiómarendszerekre épülő, ún. axiomatikus halmazelméleteket is.

## Történet és áttekintés
Fő szócikk: A halmazelmélet története
A halmazelmélet kialakulása a 19. század végére tehető, elsődleges okának ma a valós analízis bizonyos ellentmondásainak felfedezését tartjuk; melyek felvetették a valós számok elméletének szigorúbb megalapozásának igényét.
A halmazelmélet úttörői és első képviselői, az úgynevezett naiv halmazelmélet kidolgozói Georg Cantor és Richard Dedekind voltak. A halmazelmélet e paradigmája szerint a halmaz fogalma nincs matematikai precizitással meghatározva, hanem az ösztönös szemléletre támaszkodik. A naiv halmazelmélet ellentmondásokhoz, úgynevezett antinómiákhoz vezet. Ilyen például az a feltételezés, hogy létezik az összes halmazok halmaza. Mivel közben az is kiderült, hogy a matematika teljességgel visszavezethető a halmazelméletre, ezért ezek az ellentmondások az egész matematika számára is problémát jelentettek.
Megoldásképp létrejött az a paradigma, amit axiomatikus halmazelméletnek nevezünk. Erre alapozva több „rivális” halmazelmélet is keletkezett, mindegyik alapfogalmak, axiómák és logikai törvények rendszerére alapozva alkotja meg elméletét; de egymástól eltérően. A fontosabb axiómarendszerek a Zermelo-Fraenkel és a Neumann-Bernays-Gödel axiómarendszer. Eddig ezekben a rendszerekben nem találtak ellentmondásokat

## Főbb fogalmak
A naiv halmazelméletben egy halmaz meghatározott, egymástól különböző objektumok gyűjteménye, összessége. Ezeket az objektumokat a halmaz elemeinek nevezzük. Azt, hogy {\displaystyle {\mbox{ }}{a}} eleme az {\displaystyle {\mbox{ }}{A}} halmaznak, így jelöljük: {\displaystyle {\mbox{ }}{a\in A}}.
Az axiomatikus halmazelméletben a halmaz és az eleme reláció alapfogalom, melyekre a halmazelmélet axiómái vonatkoznak.
A halmazok halmazait halmazrendszereknek is nevezik. A rendszer elnevezést Dedekind vezette be a halmaz szinonímájaként.

### Halmazok egyenlősége
A halmazt elemei határozzák meg. Két halmaz akkor és csak akkor egyenlő, ha elemeik ugyanazok.
Legyenek {\displaystyle A} és {\displaystyle B} tetszőleges halmazok. Akkor mondjuk, hogy az {\displaystyle A} és {\displaystyle B} halmazok egyenlőek, ha minden elemük megegyezik, és ezt így jelöljük: {\displaystyle A=B}. Jelben:
{\displaystyle A=B:\Longleftrightarrow \forall x\left(x\in A\,\leftrightarrow x\in B\right)}
Tetszőleges {\displaystyle A}, {\displaystyle B}, {\displaystyle C} halmazokra érvényesek a következő állítások:
- {\displaystyle A=A}; (reflexivitás)
- ha {\displaystyle A=B}, akkor {\displaystyle B=A}; (szimmetria)
- ha {\displaystyle A=B} és {\displaystyle B=C}, akkor {\displaystyle A=C}; (tranzitivitás)

A véges halmazok, amennyiben kevés elemük van, megadhatók elemeik felsorolásával. A halmazok esetén nem számít, hogy az elemeket hányszor és milyen sorrendben soroljuk fel. Példáiul az {\displaystyle M=\{{\text{kék}},\,{\text{sárga}},\,{\text{piros}}\}} halmaz ugyanaz, mint {\displaystyle \{{\text{kék}},\,{\text{piros}},\,{\text{sárga}}\}=\{{\text{kék}},\,{\text{sárga}},\,{\text{piros}}\}=\{{\text{kék}},\,{\text{kék}},\,{\text{sárga}},\,{\text{piros}}\}}.
A halmazok, elemszámuktól (számosságuktól) függetlenül megadhatók egyértelmű leírással is. Az egyértelműség fontos, mivel ha az olvasó nem ugyanazt érti, mint amit az író gondol, akkor az olvasó egy másik halmazt definiál magának, így arra nem biztos, hogy ugyanazok teljesülnek, mint amit az író feltételez. Például az alapszínek halmaza: {\displaystyle M=\{x\,|\,x\,{\text{ alapszín}}\}} esetén gondolhatunk erre: {\displaystyle M=\{{\text{kék}},\,{\text{sárga}},\,{\text{piros}}\}}, de lehet az additív színkeverés alapszíneinek halmaza: {\displaystyle M=\{{\text{kék}},\,{\text{zöld}},\,{\text{piros}}\}}, vagy a nyomtatásban használt alapszínek halmaza is: {\displaystyle M=\{{\text{cián}},\,{\text{sárga}},\,{\text{magenta}}\}}.
Egy bizonyos szabályszerűséget teljesítő halmazt meg lehet adni úgy, hogy az első néhány eleméből látszódjon a szabály, majd kihagyással az utolsó elemekkel befejezni a megadást. Ha nincsenek utolsó elemek felsorolva, akkor a halmaz végtelen. Például {\displaystyle M=\{3,6,9,12\dots 96,99\}} véges halmaz, ugyanaz, mint {\displaystyle M=\{x\,|\,x\;{\text{egy 1 és 100 közötti hárommal osztható szám}}\}}. Végtelen halmazra példa a kettőnél nagyobb páros számok halmaza: {\displaystyle G=\{4,6,8,10\dots \}}. 
Adva legyen a {\displaystyle P(x)} állítás, ahol {\displaystyle x} egy {\displaystyle U} univerzum tetszőleges eleme. Hogyha {\displaystyle A} azokat és csak azokat az {\displaystyle x\in A} elemeket foglalja magában, melyekre {\displaystyle P(x)} teljesül, akkor {\displaystyle P(x)} meghatározza az {\displaystyle A}halmazt. Ekkor:
{\displaystyle A=\{x\in U\mid {\mathit {P}}(x)\}}
Egy halmazt több állítás is leírhat; ennek bizonyítása azonban általában nem triviális. A matematikában sok állításnak éppen az az formája, hogy két kijelentés ugyanazt a halmazt definiálja. Egy gyakran alkalmazott formula az egyenlőségek bizonyításakor:
{\displaystyle A=B\iff (A\subseteq B\land B\subseteq A)}.
További módszer a teljes indukció alkalmazása:
i) {\displaystyle 4} {\displaystyle \in G}, és
ii) Ha {\displaystyle x} {\displaystyle \in G}, akkor {\displaystyle (x+2)} is {\displaystyle \in G}, végül
iii) A {\displaystyle G} halmaz csak az első két szabállyal képzett elemeket tartalmazza.
Egy halmaz megadható halmazműveletekkel és más halmazok felhasználásával is.

### Részhalmaz

Legyenek {\displaystyle A} és {\displaystyle B} tetszőleges halmazok. Azt mondjuk, hogy az {\displaystyle A} halmaz részhalmaza a {\displaystyle B} halmaznak (vagy más szavakkal: a {\displaystyle B} halmaz tartalmazza az {\displaystyle A} halmazt), ha az {\displaystyle A} minden eleme a {\displaystyle B} halmaznak is eleme. Ezt így jelöljük: {\displaystyle A\subseteq B}.
Az {\displaystyle A} nemüres halmazt a {\displaystyle B} halmaz valódi részhalmazának nevezzük, ha {\displaystyle A\subseteq B}, és {\displaystyle A\neq B}.
Tetszőleges {\displaystyle A}, {\displaystyle B}, {\displaystyle C} halmazokra érvényesek a következő állítások:
- {\displaystyle A\subseteq A}; (reflexivitás)
- ha {\displaystyle A\subseteq B} és {\displaystyle B\subseteq A}, akkor {\displaystyle A=B}; (antiszimmetria)
- ha {\displaystyle A\subseteq B} és {\displaystyle B\subseteq C}, akkor {\displaystyle A\subseteq C}; (tranzitivitás)

Kétféle jelölés használatos:
- {\displaystyle {A}\subseteq {B}} részhalmaz, {\displaystyle {A}\subset {B}} valódi részhalmaz
- {\displaystyle {A}\subset {B}} részhalmaz, {\displaystyle A\subsetneq B} valódi részhalmaz.

Ezek közül az elsőt Bertrand Russell használta.
A {\displaystyle \in }, {\displaystyle \subset } és {\displaystyle \subseteq } relációk tagadását az adott szimbólum áthúzása jelöli, például a nem eleme {\displaystyle \notin }. A két argumentum sorrendje megfordítható, ekkor a jelet is meg kell fordítani. Például {\displaystyle x\in A} úgy is, mint {\displaystyle A\ni x};  {\displaystyle A\subseteq B} ekvivalens azzal, hogy {\displaystyle B\supseteq A}; és {\displaystyle A\subset B} ugyanaz, mint {\displaystyle B\supset A}. Az áthúzott jelek is használhatók fordított irányban.

### Üres halmaz
Azt a halmazt, amelynek egyetlen eleme sincsen, üres halmaznak nevezzük, és így jelöljük: {\displaystyle \emptyset }. Az üres halmaz számossága nulla. Mivel a halmazokat elemeik határozzák meg, azért üres halmazból csak egy van. A többi halmaz nemüres halmaz, és legalább egy eleme van.

### Hatványhalmaz
Tetszőleges {\displaystyle A} halmaz összes részhalmazainak a halmazát, az {\displaystyle A} halmaz hatványhalmazának nevezzük, és {\displaystyle P(A)}-val, {\displaystyle \wp (A)}-val vagy {\displaystyle 2^{A}}-val jelöljük. A {\displaystyle B\in 2^{A}} pontosan azt jelenti, hogy {\displaystyle B\subseteq A}. Nem tévesztendő össze a Descartes-hatvánnyal. 
A hatványhalmaz tartalmazza a halmazt és az üres halmazt. Például az üres halmaz hatványhalmaza {\displaystyle {\mathcal {P}}(\emptyset )=\{\emptyset \}}. Az {\displaystyle \{a\}} egyelemű halmaz hatványa kételemű: {\displaystyle {\mathcal {P}}(\{a\})=\{\emptyset ,\{a\}\}} Nem megszámlálható esetben a halmazhatvány fogalma nem problémamentes. Az axiomatikus halmazelméletben külön axióma követeli meg létezését.
A konstruktív matematikában a nem megszámlálható halmazok hatványát nem tekintik lezártnak, hiszen mindig újabb és újabb részhalmazok képezhetők. A konstruktív matematikusok ezt ahhoz hasonlítják, hogy a tudomány újabb és újabb részhalmazokról bizonyítja be, hogy a nem megszámlálható részei.

### Halmazműveletek

#### Halmazok egyesítése és metszete
Legyenek {\displaystyle A} és {\displaystyle B} tetszőleges halmazok. Azt a halmazt, amelynek minden {\displaystyle a} elemére teljesül, hogy {\displaystyle a\in A} és/vagy {\displaystyle a\in B}, az {\displaystyle A} és {\displaystyle B} halmazok egyesítésének (más szóval uniójának) nevezzük, és így jelöljük: {\displaystyle A\cup B}. Azt a halmazt pedig, amelynek minden {\displaystyle a} elemére teljesül, hogy {\displaystyle a\in A} és {\displaystyle a\in B}, az {\displaystyle A} és {\displaystyle B} halmazok metszetének nevezzük, és így jelöljük: {\displaystyle A\cap B}.
Ha {\displaystyle A\cap B=\emptyset }, akkor az {\displaystyle A} és {\displaystyle B} halmazokat diszjunkt halmazoknak nevezzük. A diszjunkt halmazok egyesítését szokták diszjunkt uniónak is nevezni, és külön jelölést bevezetni rá. A német szakirodalom ilyenkor pontot tesz az unió jelére. Így például a diszjunkt {\displaystyle A} és {\displaystyle B} halmazok egyesítése az {\displaystyle A{\dot {\cup }}B} diszjunkt unió.
Tetszőleges {\displaystyle A,B,C} halmazokra érvényesek a következő állítások:
- {\displaystyle A\cup A=A}; (idempotencia)
- {\displaystyle A\cap A=A}; (idempotencia)
- {\displaystyle A\cup B=B\cup A}; (kommutativitás)
- {\displaystyle A\cap B=B\cap A}; (kommutativitás)
- {\displaystyle A\cup (B\cup C)=(A\cup B)\cup C}; (asszociativitás)
- {\displaystyle A\cap (B\cap C)=(A\cap B)\cap C}; (asszociativitás)
- {\displaystyle A\cap (B\cup C)=(A\cap B)\cup (A\cap C)}; (disztributivitás)
- {\displaystyle A\cup (B\cap C)=(A\cup B)\cap (A\cup C)}; (disztributivitás)

továbbá:
- {\displaystyle A\cup \emptyset =A}
- {\displaystyle A\cap \emptyset =\emptyset }

| {\displaystyle A\cap B} |  | {\displaystyle A\cup B} |  | {\displaystyle A\setminus B} |

A metszet és az egyesítés általánosítható tetszőleges számosságú halmazra. Legyen {\displaystyle U} egy nemüres halmazrendszer. Ekkor {\displaystyle U} metszete az a halmaz, melynek elemeit {\displaystyle U} összes eleme tartalmazza. Jelben:
{\displaystyle \bigcap U:=\bigcap _{a\in U}a=\{x\mid \forall a\in U:x\in a\}}.
Hasonlóan, az unió az a halmaz, melyet {\displaystyle U} legalább egy eleme tartalmaz:
{\displaystyle \bigcup U:=\bigcup _{a\in U}a=\{x\mid \exists a\in U:x\in a\}}.
Üres halmazrendszerre a halmazrendszer metszete nem értelmezhető. Ellenben az unió igen, melynek eredménye az üres halmaz:
{\displaystyle \bigcup \emptyset =\emptyset }.
Ha a halmazrendszer kételemű, akkor visszakapjuk a kételemű metszetet, illetve uniót:
{\displaystyle \bigcap \,\{A,B\}=\{x\mid \left(x\in {A}\right)\land \left(x\in {B}\right)\}=:{A}\cap {B}}
illetve
{\displaystyle \bigcup \,\{A,B\}=\{x\mid \left(x\in {A}\right)\lor \left(x\in {B}\right)\}=:{A}\cup {B}}
Az írásmód általánosítható tetszőleges véges esetre:
{\displaystyle {A_{1},A_{2},\dotsc ,A_{n}}}
Általános esetben használható indexhalmaz is; ahol is bevezetnek egy {\displaystyle \Lambda } indexhalmazt, melynek egy-egy eleme {\displaystyle U} egy-egy elemét jelöli. A megfeleltetés bijektív. Ekkor a metszet:
{\displaystyle \bigcap _{\lambda \in \Lambda }A_{\lambda }:=\{x\mid \forall \lambda \in \Lambda :x\in A_{\lambda }\}},
és az unió
{\displaystyle \bigcup _{\lambda \in \Lambda }A_{\lambda }:=\{x\mid \exists \lambda \in \Lambda :x\in A_{\lambda }\}}.

#### Halmazok különbsége és szimmetrikus különbsége
Legyenek {\displaystyle A} és {\displaystyle B} tetszőleges halmazok. Azt a halmazt, amelynek minden {\displaystyle a} elemére teljesül, hogy {\displaystyle a\in A} és {\displaystyle a\notin B}, az {\displaystyle A} és {\displaystyle B} halmazok különbségének nevezzük, és így jelöljük: {\displaystyle A\backslash B}. 
Az {\displaystyle A\setminus B} különbséget karakterizálja, hogy bármely {\displaystyle X} halmazra teljesül:
{\displaystyle A\setminus B\subseteq X\iff A\subseteq B\cup X}.
A szimmetrikus különbség definiálható, mint:
{\displaystyle A\bigtriangleup B:=\left(A\setminus B\right)\cup \left(B\setminus A\right)=(A\cup B)\setminus (A\cap B)}
A különbségképzés nem kommutatív és nem asszociatív. A szimmetrikus különbség kommutatív.

#### Komplementer halmaz
Ha {\displaystyle B\subseteq A}, akkor mondjuk, hogy az {\displaystyle \!\ A\setminus B} különbség {\displaystyle B} komplementere {\displaystyle A}-ban. 
Legyen adott valamely {\displaystyle U} halmaz. Ekkor tetszőleges {\displaystyle A\subseteq U} halmaz esetén az {\displaystyle U\backslash A} halmazt az a {\displaystyle A} halmaz komplementerének (komplementerhalmazának) nevezzük. Általában ekkor az {\displaystyle U} halmaz tartalmazza az összes szóba jöhető elemet, és a továbbiakban nem is említik. 
A jelölés nem egységes, lehet {\displaystyle B^{\mathsf {C}}}, {\displaystyle {\overline {B}}}, {\displaystyle \complement B} vagy {\displaystyle \displaystyle B'}.

#### Halmazok Descartes-szorzata és Descartes-hatványa
Tetszőleges {\displaystyle a,b} elemekre az {\displaystyle \{\{a\},\{a,b\}\}} halmazt elempárnak nevezzük és {\displaystyle (a,b)}-vel jelöljük.
Tetszőleges {\displaystyle a}, {\displaystyle b}, {\displaystyle c}, {\displaystyle d} elemekre {\displaystyle (a,b)=(c,d)} akkor és csak akkor teljesül, ha {\displaystyle a=c} és {\displaystyle b=d}, azaz az így definiált elempárok rendezett elempárok.
Legyenek {\displaystyle A,B} tetszőleges halmazok. Az {\displaystyle \{(a,b)|a\in A,b\in B\}} elempárok halmazát az {\displaystyle A} és {\displaystyle B} halmazok Descartes-szorzatának (vagy másképpen: direkt szorzatának) nevezzük és így jelöljük: {\displaystyle A\times B}. 
Tetszőleges {\displaystyle A,B,C} halmazokra érvényes a következő állítás:
- {\displaystyle A\times (B\times C)=(A\times B)\times C}; (asszociativitás)

A halmazok direkt szorzata nem kommutatív művelet.
Ha a tényezők egyenlőek, akkor Descartes-hatványról beszélünk. Ha a szorzat n tagú, akkor a jelölés {\displaystyle A^{n}}. Nem tévesztendő össze a hatványhalmazzal.

#### Példák a halmazműveletekre
Az alábbi példákban {\displaystyle X=\{1,2,3\}}, {\displaystyle A=\{1,2\}} és {\displaystyle B=\{1,3\}}. Teljesülnek a következők:
- {\displaystyle 2\in A}, {\displaystyle 2\notin B}
- {\displaystyle X\subseteq X}
- {\displaystyle A\subset X}, {\displaystyle B\subset X}, {\displaystyle A\nsubseteq B}
- {\displaystyle A\cap B=\{1\}}
- {\displaystyle A\cup B=X}
- Az {\displaystyle X}-re vonatkozó komplementerekre: {\displaystyle A^{\mathsf {C}}=\{3\}}, {\displaystyle B^{\mathsf {C}}=\{2\}}, {\displaystyle X^{\mathsf {C}}=\emptyset }, {\displaystyle \emptyset ^{\mathsf {C}}=X}.
- {\displaystyle A\setminus B=\{2\}}, {\displaystyle B\setminus A=\{3\}}, {\displaystyle X\setminus A=\{3\}}, {\displaystyle A\setminus X=\emptyset }
- {\displaystyle A\bigtriangleup B=\{2,3\}}, {\displaystyle A\bigtriangleup X=\{3\}}, {\displaystyle B\bigtriangleup X=\{2\}}
- {\displaystyle |X|} = 3, {\displaystyle |A|} = {\displaystyle |B|} = 2, {\displaystyle |\emptyset |} = 0, {\displaystyle \left|\{\emptyset \}\right|} = 1
- {\displaystyle {\mathcal {P}}(A)=\{\emptyset ,\{1\},\{2\},\{1,2\}\}}
- {\displaystyle {\mathcal {P}}(X)=\{\emptyset ,A\cap B,B^{\mathsf {C}},B\setminus A,A,B,A\bigtriangleup B,A\cup B\}}
- {\displaystyle A\times B=\{(1,1),(1,3),(2,1),(2,3)\}}, {\displaystyle A\times \{3\}=\{(1,3),(2,3)\}}, {\displaystyle A^{2}=\{(1,1),(1,2),(2,1),(2,2)\}}, {\displaystyle \{3\}^{3}=\{(3,3,3)\}}
- {\displaystyle \emptyset \notin \emptyset }, {\displaystyle \emptyset \in \{\emptyset \}}, {\displaystyle \emptyset \subset A}
- {\displaystyle {\mathcal {P}}(\emptyset )=\{\emptyset \}}, {\displaystyle {\mathcal {P}}\left(\{\emptyset \}\right)=\{\emptyset ,\{\emptyset \}\}}
- {\displaystyle A\times \emptyset =\emptyset \times A=\emptyset }

További konkrét példák: 
- A 11-gyel osztható kétjegyű számok: {\displaystyle \lbrace 11,\,22,\,33,\,44,\,55,\,66,\,77,\,88,\,99\rbrace }. Ennek eleme a 33, de a 23 nem.
- A természetes számok halmaza részhalmaza az egész számok halmazának: {\displaystyle \mathbb {N} =\lbrace 0,1,\,2,\,3,\dotsc \rbrace \subset \mathbb {Z} =\lbrace \dotsc ,-3,\,-2,\,-1,\,0,\,1,\,2,\,3,\dotsc \rbrace }.

A modern matematikában a számköröket lépésenként építik fel, az üres halmazból elindulva (lásd Peano-számok). Ezekből megkaphatók a prímszámok, az egész számok, a racionális számok, a valós számok, a komplex számok, a kvaterniók és további számkörök.
Az egyenes, a sík, a tér vagy az akárhány dimenziós tér részhalmazait ponthalmazoknak is nevezik.
Bourbaki javasolta az új matematikát, ami a matematika tanításának reformja volt az 1950-es évektől az 1970-es évekig az Amerikai Egyesült Államokban és Nyugat-Európában. Alapgondolata az volt, hogy a gyerekeknek bemutatja, hogyan épül fel a matematika, így a számolás tanítása helyett halmazelmélettel kezdték az oktatást, a logikus gondolkodás támogatására. A reform egyik országban sem vált be, aminek az volt a fő oka, hogy az emberek nem értették: sem a gyerekek, sem a szülők, de még a tanárok sem. Nem alkalmazkodott sem az életkori sajátosságokhoz, sem a matematika felépülő jellegéhez. Túlzottan is absztrakt volt.
A végtelen halmazoknál olyan jelenségek jelennek meg, melyek szokatlanok a véges halmazokban gondolkodók számára.
A halmazok közötti kapcsolatokat halmazdiagramokon lehet ábrázolni.

### Reláció
Legyenek {\displaystyle A,B} tetszőleges halmazok. Az {\displaystyle A\times B} halmaz részhalmazait az {\displaystyle A} és {\displaystyle B} halmazok közt értelmezett relációknak (vagy hozzárendeléseknek) nevezzük, és így jelöljük: {\displaystyle \rho :A\to B}.

### Parciális leképezés, leképezés
Legyenek {\displaystyle A}, {\displaystyle B} tetszőleges halmazok. A ρ:{\displaystyle A}→{\displaystyle B} {\displaystyle A}-ból {\displaystyle B}-be történő megfeleltetést {\displaystyle A}-t {\displaystyle B}-be képező parciális leképezésnek nevezzük, ha minden {\displaystyle a}∈{\displaystyle A} esetén legfeljebb egy olyan {\displaystyle b}∈{\displaystyle B} van, amire {\displaystyle (a,b)}∈ρ.
A ρ:{\displaystyle A}→{\displaystyle B} A-ból {\displaystyle B}-be történő megfeleltetést {\displaystyle A}-t {\displaystyle B}-be képező leképezésnek nevezzük, ha minden {\displaystyle a}∈{\displaystyle A} esetén pontosan egy olyan {\displaystyle b}∈{\displaystyle B} van, amire {\displaystyle (a,b)}∈ρ. A leképezés szó helyett használják a függvény elnevezést is.
X és Y halmazokat ekvivalensnek nevezünk, ha létezik X-et Y-ra képező kölcsönösen egyértelmű leképezés. Ez az ekvivalencia egy tranzitív, szimmetrikus, és reflexív reláció.

### Halmazok számossága
Azt mondjuk, hogy egy halmaz véges (azaz a halmaz elemeinek a száma véges), ha nem létezik olyan bijektív leképezés, ami a halmazt egy valódi részhalmazába képezi le. Ellenkező esetben végtelen halmazról beszélünk.
Megjegyzés. A véges halmazok fenti definíciója ekvivalens a következő, a természetes szám fogalmát is használó definícióval: Tetszőleges {\displaystyle A} halmazt véges halmaznak nevezünk, ha valamely {\displaystyle n\in N} természetes számra létezik {\displaystyle \{1,\dots ,n\}\to A} bijekció.

## Lásd még
- Mértani hely
- De Morgan-azonosságok

## Fordítás
- Ez a szócikk részben vagy egészben  a   Menge (Mathematik) című német Wikipédia-szócikk fordításán alapul.  Az eredeti cikk szerkesztőit annak laptörténete sorolja fel. Ez a jelzés csupán a megfogalmazás eredetét és a szerzői jogokat jelzi, nem szolgál a cikkben szereplő információk forrásmegjelöléseként.